# Romuald Hadbávný
Romuald Hadbávný, OSBCam.,mnich kamaldulského řádu, byl překladatelem, kterému se připisuje autorství, či alespoň podíl na prvním překladu Bible do slovenského jazyka – Bibli Kamaldulské.

## Život
Narodil se v obci Jánovce v tehdejších Horních Uhrách, dnešním Slovensku. Vstoupil do řádu kamaldulů v Červenom Kláštore. Nabyl značného vzdělání a působil jako zapisovatel konventní kapituly. Tradičně se mu připisuje autorství tzv. Kamaldulské Bible, prvního překladu biblického textu do starého slovenského jazyka, blízkého "kralické češtině". Není jasné, zda je celý překlad jeho dílem, či zda se na něm pouze podílel spolu s jinými mnichy. Rovněž je mu připisováno autorství slovensko-latinského slovníku, který je prvním pokusem o kodifikovanou slovenštinu. Jinak není o Hadbávného životě známo mnoho. Zemřel ve svém klášteře v srpnu roku 1780.